# قانون مدني (نظام قانوني)
هذه المقالة عن القانون المدني كنظام قانوني والذي يسمى أيضاً بالقانوني الروماني-الجرماني أو القانون المدني الروماني. من أجل القانون المدني كشريعة عامة تخص علاقات الأفراد، انظر قانون مدني (شريعة عامة). لمعان أخرى انظر قانون مدني (توضيح).
نظام القانون المدني الروماني الذي يسمى أيضاً بـالقانون المدني أو قانون المدنيين (بالإنجليزية: civil law)‏ أو القانون الروماني-الجرماني هو النظام القانوني الروماني-الجرماني ذو الجذور الأوروبية، وقد بُني على أسس منطقية في سياق القانون الروماني، ويتميز بتقنين مبادئه الأساسية ضمن نظام مرجعي يعمل كمصدر أساسي للقانون. ولا يعتمد على السوابق القضائية على عكس النظام القانوني الأنجلوساكسوني الذي يعتمد على السوابق القضائية كمصدر للأحكام بالإضافة إلى قوانين السلطة التشريعية.
تاريخيًا يعتبر القانون المدني الروماني مجموعةً من الأنظمة والأفكار القانونية المستمدة أساسًا من قانون جستنيان، والتي نشأت من تراكب القوانين النابليونية، والجرمانية، والكنسية، والإقطاعية، والمحلية، وكذلك مجموعة المذاهب القانونية كالحق الطبيعي، والتقنين، والوضعية القانونية.
ينطلق القانون المدني نظريًا من التجريد، ليصيغ المبادئ العامة ويميز القوانين الموضوعية عن القوانين الإجرائية. يعتبر القانون المدني السوابق القضائية أمرًا ثانويًا في حين أنه يتبع للقانون التشريعي. يقترن القانون المدني غالبًا بنظام التمحيص، ولكنهما غير متطابقين.
هناك اختلافات رئيسية بين القانون والمواد القانونية. تُعتبر المواد القانونية من السمات الأكثر وضوحًا للأنظمة المدنية، بالإضافة إلى النصوص القانونية الموجزة التي تتجنب عادةً السيناريوهات المحددة واقعيًا. تتناول المواد الموجزة في القانون المدني العموميات وتتعارض مع الأنظمة التشريعية، والتي غالبًا ما تكون طويلة جدًا ومفصلة للغاية.

## نظرة عامة

### الأصول والسمات
يُشار أحيانًا إلى القانون المدني باسم القانون الروماني الجديد أو القانون الروماني الجرماني أو القانون القاري. إن تعبير «القانون المدني» هو ترجمة لاتينية لمصطلح «جوس سيفيل»، أو «[قانون] المواطنين»، وهو القانون الروماني الإمبراطوري القديم المستعمل للإشارة إلى نظام الإمبراطورية القانوني السائد آنذاك، الذي كان مناقضًا للقوانين التي حكمت الشعوب التي غُزيت (قانون الشعوب)؛ وبالتالي، ما عُرف باسم قانون جستنيان. على أي حال، يشير ممارسو القانون المدني عادةً إلى نظامهم القانوني بمعناه الواسع على أنه جوس كومون وهو يعني حرفيًا «القانون العام»، بمعنى استعمال المبادئ العامة للقانون بدلاً من القوانين الخاصة بمجالات معينة. (قد يتأثر استخدام «قانون الأنظمة الأنجلوسكسونية العام» أو لا يتأثر بهذا الاستخدام).
يُعتبر تزويد جميع المواطنين بالسلوكيات وبمجموعة القوانين المكتوبة التي تُطبق عليها والتي يجب على القضاة اتباعها الغرض الرئيسي من التقنين. يُعتبر القانون المدني النظام القانوني الأكثر انتشارًا في العالم، وهو سارٍ بأشكال مختلفة في نحو 150 دولة. استُمد هذا القانون أساسًا من القانون الروماني، إذ يمكن القول إنه النظام القانوني الأكثر تعقيدًا والذي يرجع تاريخه إلى ما قبل العصر الحديث.
تُعتبر المدونة القانونية المصدر الأساسي للقانون في حال وجود مدونات قانونية، فهي مجموعة منهجية من المواد القانونية المترابطة والمرتبة حسب الموضوع ضمن ترتيب محدد مسبقًا، تشرح مبادئ القانون والحقوق والامتيازات وطريقة عمل الآليات القانونية الأساسية. تُعتبر المدونات القانونية ببساطة قوانين تسنها السلطة التشريعية، حتى ولو كانت بشكل عام أطول بكثير من القوانين الأخرى. تشمل النظم القانونية الرئيسية الأخرى في العالم القانون العام، والشريعة الإسلامية، والهالاخاه، والقانون الكنسي.
يقر القانون مبادئه العامة على أنها قواعد قانونية، بدلاً من مجموعة الأنظمة الأساسية أو قائمة قوانين السوابق القضائية.
تتعامل سلطات القانون المدني القضائية مع السوابق القضائية بصرف النظر عن أي أهمية سابقة لها على عكس أنظمة القانون العام. تختار محاكم القانون المدني قضاياها بشكل عام باستخدام أحكام قانونية على أساس كل حالة على حدة، دون الرجوع إلى الأحكام القضائية الأخرى (حتى ولو كانت من محكمة أعلى منزلةً منها). يتسلل مقدار متزايد من السوابق القضائية إلى فقه قضاء القانون المدني على الصعيد العملي، لتؤخذ بعين الاعتبار بشكل عام في أهم المحاكم في العديد من الدول. يُسمح للمحكمة العليا في أوروبا الجرمانية بكتابة المزيد من الاستشارات القانونية المطوّلة، وبالفعل، تُكتب هذه الاستشارات بدعم من الاستدلال القانوني، في حين أن القرار النموذجي للمحكمة العليا الناطقة بالفرنسية قصير وموجز وخالٍ من التفسير أو التبرير. تشكل مجموعة من قرارات القضايا المماثلة -على الرغم من أنها ليست سابقة في حد ذاتها- فقهًا ثابتًا في القضاء. تميل سلطات القانون المدني القضائية إلى توليد عدد هائل من الاستشارات القانونية المبلغ عنها، بسبب عدم اعتمادها على قرارات المحاكم بشكل أساسي. ومع ذلك، يميل هذا التوليد إلى أن يكون غير خاضع للرقابة، إذ لا يوجد شرط قانوني للإبلاغ عن أي حالة أو نشرها في أي بلاغ قانوني، باستثناء قضايا مجالس الدولة والمحاكم الدستورية. يُعتبر نشر أي استشارة قانونية أمرًا غير رسمي أو تجاري، باستثناء قضايا المحاكم العليا.

### الفئات الفرعية
يمكن تقسيم أنظمة القانون المدني إلى ما يلي:
- الأنظمة التي ما يزال القانون الروماني قانونًا حيًا فيها بطريقة ما، دون أن يكون هناك أي محاولة لإنشاء قانون مدني، كالأنظمة المتبعة في أندورا وسان مارينو.
- الأنظمة التي تمتلك نُظمًا مختلطةً غير مقننة يكون فيها القانون المدني مصدرًا أكاديميًا للسلطة، مع تأثير القانون العام عليها أيضًا، كالأنظمة المتبعة في اسكتلندا والدول التي تطبق القانون الروماني الهولندي (جنوب إفريقيا وزيمبابوي وسريلانكا وغيانا).
- الأنظمة التي تمتلك نُظمًا مختلطةً مقننةً يكون فيها القانون المدني هو قانون أساسي، مع تأثر قانون العامة بشدة بالقانون العام، كالأنظمة المتبعة في بورتوريكو والفلبين وكيبك ولويزيانا.
- الأنظمة التي تمتلك قوانينًا شاملةً تطغى على أحد القوانين المدنية، كالأنظمة المستعملة في فرنسا وألمانيا واليونان وإيطاليا واليابان والمكسيك وروسيا وإسبانيا. تُعتبر هذه الفئة من الأنظمة عادةً مثالًا نموذجيًا لأنظمة القانون المدني.

تمتلك الأنظمة الاسكندنافية طبيعةً هجينةً لأن قانونها الأساسي هو مزيج من القانون المدني والقانون العرفي الاسكندنافي المُقنن جزئيًا. وبالمثل، تدمج قوانين جزر القنال (جيرزي وغيرنزي وآلدرني وسارك) ما بين القانون العرفي النورماندي والقانون المدني الفرنسي.

### قوانين مدنية بارزة
يُعتبر قانون نابليون (1804) المُسمى على اسم الإمبراطور الفرنسي نابليون مثالًا بارزًا على القانون المدني. يتكون هذا القانون من ثلاثة مقومات:
- قانون الأحوال الشخصية.
- قانون الملكية.
- القانون التجاري.

## التقنين
يُعتبر التقنين الشامل للقانون الروماني الذي أُخذ منه القانون المدني (أي إدراجه في القوانين المدنية) من السمات المشتركة الهامة للقانون المدني، بغض النظر عن أصوله في القانون الروماني. تُعتبر شريعة حمورابي -المكتوبة في بابل القديمة خلال القرن الثامن عشر قبل الميلاد- أقدم تقنين معروف. ومع ذلك، كان هذا القانون وغيره من القوانين التي تلته في الأساس قوائم بالأخطاء المدنية والجنائية وعقوباتها. لم يظهر التقنين النموذجي للأنظمة المدنية الحديثة قبل قانون جستنيان.

## وصلات خارجية
- دليل المحامين العرب.